# 恩斯特·冯·西门子音乐奖

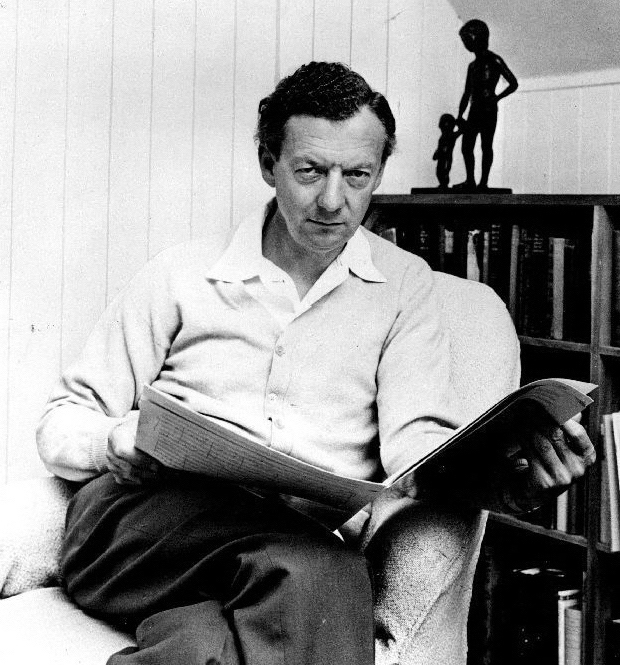
英国作曲家本杰明·布里顿是该奖第一位获奖者（1974年）

恩斯特·冯·西门子奖 (德語：Ernst von Siemens Musikpreis，简称: 西门子音乐奖 ) 是由巴伐利亚艺术学院于1972年成立的恩斯特·冯·西门子基金会颁发的年度音乐奖。这个基金会由德国大亨恩斯特·冯·西门子（1903-1990）建立，目的是推广当代音乐。该奖项旨在表彰为音乐界做出杰出贡献的作曲家，表演者或音乐学家。 除主要奖项外，也颁发其他奖项。目前提供的总奖金为350欧元, 主要奖项获得者将获得25万欧元。 该奖项有时以“音乐界的诺贝尔奖而闻名”.
小一点的奖项被叫做 "Förderpreis" (鼓励奖)。 "Komponisten-Förderpreise" ("作曲家进步奖") 是为年轻作曲家及其作品而颁发。 "Förderprojekte" (“补助金项目”) 为音乐节、音乐会音乐作品和年轻音乐家颁发。

## 主要获奖者
得獎者名單如下：
- 1974 – 本杰明·布里顿
- 1975 – 奥利维埃·梅西安
- 1976 – 姆斯季斯拉夫·列奥波尔多维奇·罗斯特罗波维奇
- 1977 – 赫伯特·冯·卡拉扬
- 1978 – 鲁道夫·塞尔金
- 1979 – 皮埃尔·布列兹
- 1980 – 迪特里希·菲舍尔-迪斯考
- 1981 – 艾略特·卡特[5]
- 1982 – 基东·克雷默
- 1983 – 维托尔德·卢托斯瓦夫斯基
- 1984 – 耶胡迪·梅纽因
- 1985 – 安德烈斯·塞戈维亚
- 1986 – 卡尔海因茨·施托克豪森
- 1987 – 伦纳德·伯恩斯坦[6][7]
- 1988 – 彼得·许莱尔
- 1989 – 卢恰诺·贝里奥
- 1990 – 汉斯·维尔纳·亨策
- 1991 – 海因茨·霍利格（英语：Heinz Holliger）
- 1992 – H·C·罗宾斯·兰登
- 1993 – 利盖蒂·捷尔吉
- 1994 – 克劳迪奥·阿巴多[8][9]
- 1995 – Sir 哈里森·伯特威斯尔
- 1996 – 毛利齐奥·波里尼
- 1997 – 赫尔穆特·拉亨曼
- 1998 – 库塔格·捷尔吉
- 1999 – 阿迪提弦乐四重奏
- 2000 – 毛里西奥·卡赫尔
- 2001 – 莱因霍尔德·布林克曼[10]
- 2002 – 尼古劳斯·哈农库特
- 2003 – 沃尔夫冈·里姆
- 2004 – 阿尔弗雷德·布伦德尔
- 2005 – 亨利·杜替耶[11]
- 2006 – 丹尼尔·巴伦博伊姆
- 2007 – 布莱恩·芬尼豪赫[12]
- 2008 – 安娜-苏菲·穆特
- 2009 – 克劳斯·胡伯（英语：Klaus Huber）
- 2010 – 米夏埃尔·吉伦[13]
- 2011 – 阿里贝特·赖曼（英语：Aribert Reimann）
- 2012 – 弗里德里希·采尔哈（英语：Friedrich Cerha）
- 2013 – 马里斯·扬颂斯[14]
- 2014 – 彼得·古尔克
- 2015 – 克里斯托弗·埃申巴赫
- 2016 – 珀尔·纳尔戈尔
- 2017 – 皮埃尔-洛朗·艾马尔[15]
- 2018 – 比特·富勒尔[16][17]
- 2019 – 丽贝卡·桑德斯[18]
- 2020 – 塔贝亚·齐默尔曼[19]
- 2021 – 约格斯·阿佩西斯（英语：Georges Aperghis）[20]
- 2022 – 奥尔加·诺伊维尔特[21]
- 2023 – 乔治·本杰明（英语：George Benjamin (composer)）[22]
- 2024 – 陳銀淑[23]